# Радь Тарас Михайлович
Тара́с Миха́йлович Ра́дь (20 листопада 1999, Тернопільщина, Україна) — український лижник та біатлоніст. Майстер спорту України міжнародного класу.
Чемпіон зимових Паралімпійських ігор 2018 у Пхьончхані, Південна Корея та прапороносець збірної України на церемонії закриття цієї Паралімпіади. Багаторазовий чемпіон та призер України.

## Біографія
Тарас народився в багатодітній родині на Тернопільщині, де старші діти займалися спортом. Згодом до спорту долучився і він.
У 14 років Тарас Радь пошкодив ногу. Через неналежне лікування рани розпочалось зараження, тому ногу ампутували нижче коліна. Незважаючи на травматичну операцію, уже у 2014 році повернувся до спорту. Спочатку це були просто тренування для себе. Він грав у настільний теніс, а потім почав відвідувати навчальний центр для людей з обмеженими можливостями. Окрім лижних перегонів та біатлону, Тарас Радь ще займався велоспортом та плаванням.
Вихованець Тернопільського центру та ДЮСШІ «Інваспорт».
Ще будучи учнем Тернопільської школи-колегіуму імені Йосипа Сліпого став дворазовим срібним призером чемпіонату світу 2017 року, поступившись на середній дистанції та в індивідуальній гонці на дистанції 15 кілометрів німцю Мартіну Фляйгу.
Є студентом факультету «Фізичне виховання» Тернопільського національного педагогічного університету імені В. Гнатюка. Улюблені предмети — анатомія, біохімія, спортивні ігри та гімнастика. За словами Тараса, коли він на зборах, то навчається через Skype.
|                                      | Я розумію, що спорт і навчання не можуть йти разом. Я знаю, що освіта є важливою частиною життя кожного, але спорт — це все для мене, і я роблю все можливе, щоб знайти баланс. |
| — Тарас Радь, інтерв'ю Радіо Свобода | |

## Зимові Паралімпійські ігри 2018
Він — влучний стрілок. Про це неодноразово казали і експерти, і сам спортсмен. Це вміння 13 березня 2018 року приносить йому перемогу в біатлоні і він стає чемпіоном зимових Паралімпійських ігор у Пхьончхані, Південна Корея. Таким чином, це золото стало четвертим для України на цій Паралімпіаді.
Тарас Радь ніс прапор України на церемонії закриття зимових Паралімпійських ігор 2018.

### Таблиця результатів назимових Паралімпійських ігор 2018
| Дисципліна      | Фінал         | Фінал           | Фінал   | Фінал     | Фінал |
| Дисципліна      | Фактичний час | Зарахований час | Промахи | Результат | Місце |
| --------------- | ------------- | --------------- | ------- | --------- | ----- |
| 7.5 км, сидячи  | 24:10.8       | 24:10.8         | 0+1     | 24:10.8   | 4     |
| 12.5 км, сидячи | 45:35.6       | 45:35.6         | 0+0+0+0 | 45:35.6   | 1     |
| 15 км, сидячи   | 49:03.6       | 49:03.6         | 0+0+1+1 | 51:03.6   | 4     |

## Медалі зимових Паралімпійських ігор

### Зимові Паралімпійські ігри 2018(Пхьончхан,Південна Корея)
| Місце   | Дисципліна                 |
| ------- | -------------------------- |
| Біатлон |                            |
| Золото  | 12,5 км, сидячи (чоловіки) |

### Зимові Паралімпійські ігри 2022(Пекін,Китай)
| Місце   | Дисципліна      |
| ------- | --------------- |
| Біатлон |                 |
| Срібло  | 6 км, сидячи    |
| Срібло  | 12,5 км, сидячи |
| Бронза  | 10 км, сидячи   |

## Нагороди
- Орден «За заслуги» III ст. (29 березня 2018) — За значний особистий внесок у розвиток паралімпійського руху, підготовку спортсменів міжнародного класу, забезпечення високих спортивних результатів національною паралімпійською збірною командою України на XII зимових Паралімпійських іграх 2018 року[4]
- лауреат конкурсу «Людина року-2018» (Тернопільщина)[5]

## Цікаві факти
- Вперше спортсмен взяв участь у зимових Паралімпійських іграх в 2018 році, коли йому виповнилося лише 18 років.
- Тарас став наймолодшим учасником паралімпійської збірної України у Пхьончхані.
- Першу золоту медаль Паралімпійських ігор виграв у 18 років і є одним з наймолодших українських паралімпійських чемпіонів.
- Наймолодший прапороносець  збірної України на церемонії відкриття або закриття Паралімпійських ігор.[3]

### Цікаві цитати спортсмена
- «Мій вік — це моя перевага. Досвід означає багато в спорті, але мій вік і інтенсивна підготовка допомагають мені конкурувати на рівних зі своїми суперниками».
- «Спорт робить вас більш упевненим. Він учить вас, як упоратись із бар'єрами, викликами, утратою. Ніколи не здавайся. Покращуй себе. Це також робить вас більш відкритим для світу».
- «Я став набагато сильнішим не тільки фізично, але й психологічно, і соціально. Я перестав соромитися своєї травми. Мене більше не хвилює це».